# Prosopocera lactator meridionalis
Prosopocera lactator meridionalis es una subespecie  de escarabajo longicornio del género Prosopocera, tribu Prosopocerini, familia Cerambycidae. Fue descrita científicamente por Jordan en 1903.
Se distribuye por Botsuana, Mozambique, Namibia, República de Sudáfrica, Zambia y Zimbabue. Mide 27,4-29 milímetros de longitud. El período de vuelo ocurre en el mes de diciembre.